# Аврам Грант
Авраам «Аврам» Грант (івр. אַבְרָהָם "אַבְרָם" גְרַנט, англ. Avram Grant) — футбольний тренер. З 2014 року очолює тренерський штаб збірної Гани. Чемпіон Ізраїлю 1994—1995 з «Маккабі» (Тель-Авів), 2000—2001 і 2001—2002 з «Маккабі» (Хайфа).

## Кар'єра
3 червня 2010 року Грант був призначений головним тренером клубу «Вест Гем Юнайтед», з командою якого пропрацював один сезон.
Протягом 2014—2017 років очолював тренерський штаб національної збірної Гани. Привів цю команду до другого місця на Кубку африканських націй 2015 року, але на наступній континентальній першості у 2017 році ганці програли на стадії півфіналів збірній Камеруну, а згодом у грі за третє місце збірній Буркіна-Фасо, після чого Грант залишив цю збірну.
На початку 2018 року приєднався до індійського «Норт-Іст Юнайтед» як технічний радник, а трохи згодом погодився очолити тренерський штаб команди цього клубу.

## Приватне життя
Сім'я батька Авраама Гранта на початку Другої Світової війни переїхала з-під Варшави у східну Польщу, в Білосток, звідки була депортована в одне з поселень ГУЛАГу  в Комі (СРСР).
У 1941 році у віці 13 років Меєр Гранат (спочатку прізвище звучало як «Гранат») — батько Авраама Гранта — залишився сиротою, його батьки (Абрам Ерцелевіч Гранат і Руда Гранат) померли, не витримавши важких умов життя і роботи. Там же померли двоє сестер Меєра. Інші діти в родині Гранатов або загинули, або пропали безвісти, або їм вдалося сховатися від війни (пізніше вони опинилися в США і Канаді).
Меєр Гранат у 1944 році зумів перебратися в Україну, а в 1947 році приїхав до Ізраїлю, де одружився з єврейкою-біженкою з Іраку Алізе Нісан.
Авраам Грант одружений (дружина — ізраїльська актриса і телеведуча), у них двоє дітей — син і дочка.

## Статистика
| Команда                              | Нац     | з    | по   | Результати | Результати | Результати | Результати | Результати |
| Команда                              | Нац     | з    | по   | І          | В          | Н          | П          | %В         |
| ------------------------------------ | ------- | ---- | ---- | ---------- | ---------- | ---------- | ---------- | ---------- |
| Хапоель (Петах-Тіква)                | Ізраїль | 1986 | 1991 | 158        | 72         | 52         | 34         | 45.5       |
| Маккабі (футбольний клуб, Тель-Авів) | Ізраїль | 1991 | 1995 |            |            |            |            |            |
| Хапоель (Хайфа)                      | Ізраїль | 1995 | 1996 | 30         | 19         | 7          | 4          | 63.3       |
| Маккабі (футбольний клуб, Тель-Авів) | Ізраїль | 1996 | 2000 |            |            |            |            |            |
| Маккабі (Хайфа)                      | Ізраїль | 2000 | 2002 | 71         | 46         | 19         | 6          | 64.8       |
| Збірна Ізраїлю з футболу             | Ізраїль | 2002 | 2005 | 33         | 14         | 13         | 6          | 42.4       |
| Челсі                                | Англія  | 2007 | 2008 | 54         | 36         | 12         | 6          | 66.67      |
| Портсмут                             | Англія  | 2009 | 2010 | 33         | 10         | 7          | 16         | 30.30      |

## Титули і досягнення
Тренер
- Срібний призер Кубка африканських націй: 2015